# کوستیانتین پروننکو
کوستیانتین پروننکو (انگلیسی: Kostyantyn Pronenko؛ زادهٔ ۲۶ نوامبر ۱۹۷۱) ورزشکار روئینگ اهل اوکراین است.وی همچنین از قایقرانان روئینگ بازی‌های المپیک تابستانی ۲۰۰۰ بوده است.